# STP-Paxton Turbocar
Chronologie des modèles
La STP-Paxton Turbocar (surnommée "Silent Sam" en raison de son discret sifflement caractéristique) est une voiture de course américaine, conçue par Ken Wallis et Andy Granatelli pour participer aux 500 miles d'Indianapolis sous les couleurs de STP.

## L'histoire
Ken Wallis, un parent éloigné de Barnes Wallis, avait conçu un projet viable de voiture de course motorisé par une turbine à gaz. Il présenta d'abord l'idée à Dan Gurney qui déclina la proposition, puis à Carroll Shelby qui selon un témoignage lui répondit "Foutaise" (mais finit par revenir vers Wallis pour engager aux 500 miles de 1968 une voiture au concept identique, la Shelby Turbine Indy Car). Finalement, Andy Granatelli de STP exprima son intérêt pour le concept. Wallis et son équipe s'installèrent avec Joe, le frère d'Andy, à la division de STP Paxton à Santa Monica, et commencèrent à travailler sur la Turbocar en janvier 1966. C'est Granatelli qui introduisit le concept de side-by-side en position centrale avec le moteur à la gauche du pilote (une idée similaire, avec le conducteur décalé dans une gondole, fut utilisée par Smokey Yunick (en) quelques années plus tôt). Granatelli rajouta quatre roues motrices au concept un peu plus tard .
Le châssis en aluminium de la voiture fut gravement déformé au cours du traitement thermique au début de 1966, éliminant ainsi toute possibilité pour la voiture de participer aux 500 miles d'Indianapolis de cette même année . Les travaux reprirent et la voiture fut finalement prête pour la course de 1967. Parnelli Jones conduisit la voiture pendant les essais de pneus à Phoenix au début de l'année et fut impressionné par la voiture. Il accepta de piloter aux 500 miles après avoir reçu une offre de 100 000 $ et la moitié du prix au vainqueur .

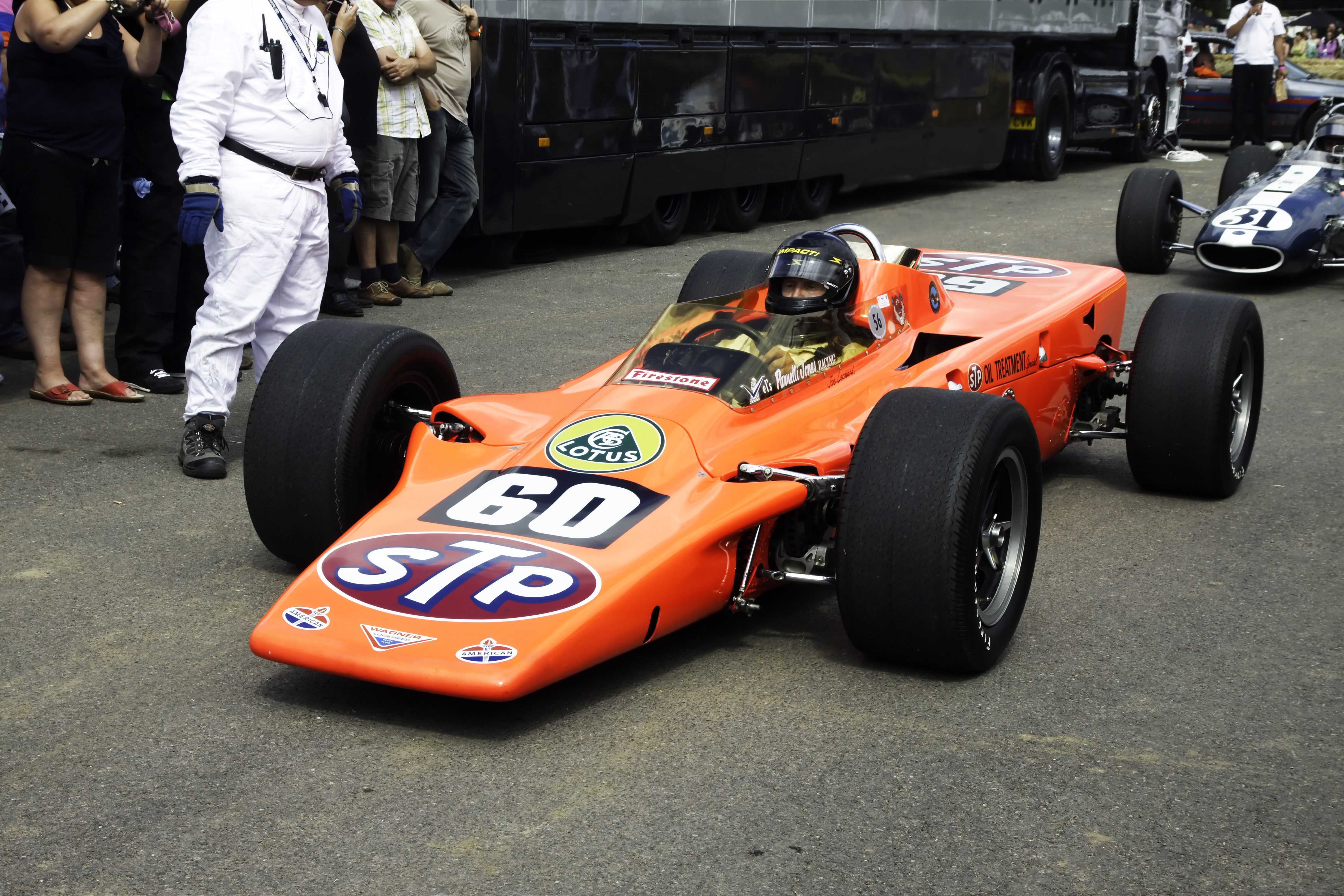
Lotus 56

Jones qualifia la voiture à Indianapolis en sixième place à 267,272 km/h. Il prit rapidement la tête en début de course ne la quittant que très rarement. Cependant, avec seulement huit miles à finir pour gagner, il dut rentrer aux stands à cause d'un roulement de transmission défaillant .
La voiture fut rénovée et modifiée pour devenir la Lotus 56 (version 4 roues motrices de la STP-Paxton Turbocar). La Lotus 56 utilisait une version modifiée du même moteur, 4 roues motrices, une carrosserie en coin plus avancée et de nouvelles restrictions d'admission de l'USAC. STP inscrivit la voiture en 1968 aux 500 miles d'Indianapolis avec Joe Leonard comme pilote. Malheureusement il dut abandonner à 10 tours de l'arrivée et la voiture ne courut jamais plus .
Les 3 voitures à turbine engagées cette année ne finirent pas la saison, l'USAC interdisant complètement les voitures à turbine et 4 roues motrices. 
La voiture fut donnée par STP au National Museum of American History de la Smithsonian Institution. Elle est actuellement prêtée à l'Indianapolis Motor Speedway Hall of Fame Museum (en) .

## Conception
Le STP-Paxton Turbocar était construite autour d'un châssis en aluminium qui formait véritablement la colonne vertébrale de la voiture. Le pilote était assis sur le côté droit, tandis que le moteur à turbine Pratt & Whitney Canada ST6B-62, était monté sur le côté gauche. Bien qu'il n'ait jamais réussi en tant que groupe motopropulseur automobile, ce petit moteur d'hélicoptère sur lequel il était basé allait devenir l'un des moteurs à turbopropulseurs les plus populaires de l'histoire. Ce moteur entrainait un système de transmission Ferguson, qui transmettait la puissance aux roues. Un convertisseur de couple éliminait embrayage et boite de vitesses. Le moteur tournant au ralenti à 54 % du plein régime, le pilote n'avait même pas besoin d'appuyer sur la pédale d'accélérateur pour se dégager. Tout ce qu'il avait à faire était de soulager la pédale de frein. Un panneau mobile monté derrière le poste de pilotage agissait comme un aérofrein. Les ressorts hélicoïdaux de la suspension étaient situés à l'intérieur du châssis et les barres de suspension avaient des sections transversales aérodynamiques. La voiture pesait 1 750 livres, soit quelques centaines de livres de plus que le poids minimum en Indy de 1 350 livres.
L'USAC obligeait de brider l'admission du moteur à 155 cm3 pour limiter la puissance de sortie de la turbine, mais le moteur produisait encore 550 chevaux. Les pilotes signalèrent cependant qu'il y avait un délai de latence de trois secondes. Moins d'un mois après les 500 miles d'Indianapolis de 1967, l'USAC réduisit encore l'admission d'air de la turbine de 154,84 à 103,22 cm3 avec application immédiate, même s'il était d'usage habituellement de donner un délai de deux ans pour se mettre en conformité. Avec la zone d'entrée réduite, la vitesse maximale était de 259 km/h.

## Divers
Le comédien de télévision Johnny Carson, conduisit une fois la Turbocar à l'Indianapolis Motor Speedway lors d'une session de test privée .
Le capot de la voiture fut égaré pendant plus de vingt ans. Il fut retrouvé en 2007 dans un bureau de la Smithsonian Institution.
Le constructeur de miniatures Mattel a choisi de reproduire une autre voiture à turbine de l'Indy, la "Shelby Turbine Indy Car", une voiture très similaire pourvue d'une turbine General Electric plus puissante qui faillit participer en 1968 aux 500 miles d'Indianapolis mais qui fut désengagée par Shelby pour des raisons de conformités. Ce modèle est une des plus populaires voitures de Hot Wheels.